# Danse Macabre (album)
A Danse Macabre a Duran Duran brit együttes tizenhatodik stúdióalbuma. 2023. október 27-én jelent meg, a BMG és a Tape Modern kiadókon keresztül. A lemez Halloween témájú, három új dalt, illetve feldolgozásokat és az együttes slágereinek újradolgozásait tartalmazza. Az együttes korábbi gitárosai, Andy Taylor és Warren Cuccurullo szerepeltek a lemezen, a korábbi 2006, az utóbbi 2000 óta először, illetve közreműködött rajta Nile Rodgers és Victoria De Angelis (Måneskin) is.

## Háttér
2023. március 20-án a Duran Duran megerősítette, hogy az évben terveztek kiadni egy albumot, amin egy-két dalon közre fog működni korábbi gitárosuk, Andy Taylor. A lemezt egy 2022. október 31-i Halloween témájú koncert inspirálta, amit az együttes Las Vegas-ban adott. Ennek következtében Simon Le Bon énekes kijelentette, hogy a lemez „egy őrületes halloweeni buliról szól.” Nick Rhodes megosztotta, hogy a projekt egy „teljesen tiszta, természetes folyamat során született” és gyorsabban írták meg, mint bármely korábbi projektjüket. Azt is elmondta, hogy a folyamat eredménye egy lemez, amire soha nem számítottak volna. A „tökéletes halloweeni bulink számlistájának” nevezte. John Taylor hozzáadta, hogy az album „betekintést ad az együttes személyiségébe.”
Annak ellenére, hogy már a hónap közepén elérhető volt előrendelésre, a lemezt csak augusztus 30-án jelentette be a Duran Duran. Ezen a napon jelent meg az azonos című első kislemez is, ami Rhodes szerint „Halloween boldogságát és őrültségét ünnepli.” Az együttes, Josh Blair és Mr Hudson a lemez producere, a feldolgozott előadók között fog szerepelni Billie Eilish, a The Rolling Stones, a Siouxsie and the Banshees, Rick James és a Talking Heads.
2024 októberében az együttes kiadta az album deluxe verzióját, Danse Macabre: De Luxe címen, amin három új dal szerepelt: a Masque of the Pink Death, az Electric Light Orchestra Evil Woman című dalának feldolgozása és az együttes 1984-ben kiadott New Moon on Monday című dalán újragondolt verziója, New Moon (Dark Phase) címen.

## Számlista
Az összes dal producere a Duran Duran, Josh Blair és Mr Hudson, kivéve ahol az másképp van feltüntetve.
| Danse Macabre | Danse Macabre                                        | Danse Macabre                                                 | Danse Macabre                       | Danse Macabre | Danse Macabre | Danse Macabre | Danse Macabre | Danse Macabre | Danse Macabre |
|               | Cím                                                  | Szerző(k)                                                     | Producer                            | Hossz         |               |               |               |               |               |
| ------------- | ---------------------------------------------------- | ------------------------------------------------------------- | ----------------------------------- | ------------- | ------------- | ------------- | ------------- | ------------- | ------------- |
| 1.            | Nightboat                                            | Simon Le Bon Andy Taylor John Taylor Roger Taylor Nick Rhodes |                                     | 4:23          |               |               |               |               |               |
| 2.            | Black Moonlight                                      | Le Bon J. Taylor R. Taylor Rhodes Nile Rodgers                | Duran Duran Josh Blair Nile Rodgers | 3:06          |               |               |               |               |               |
| 3.            | Love Voudou                                          | Le Bon J. Taylor Rhodes Warren Cuccurullo                     |                                     | 4:29          |               |               |               |               |               |
| 4.            | Bury a Friend                                        | Billie Eilish Finneas O’Connell                               |                                     | 3:04          |               |               |               |               |               |
| 5.            | Supernature                                          | Marc Cerrone                                                  |                                     | 3:44          |               |               |               |               |               |
| 6.            | Danse Macabre                                        | Le Bon J. Taylor R. Taylor Rhodes Benjamin Hudson McIldowie   |                                     | 4:22          |               |               |               |               |               |
| 7.            | Secret Oktober 31st                                  |                                                               |                                     | 4:22          |               |               |               |               |               |
| 8.            | Ghost Town                                           | Jerry Dammers                                                 |                                     | 3:00          |               |               |               |               |               |
| 9.            | Paint It Black                                       | Jagger–Richards                                               |                                     | 2:38          |               |               |               |               |               |
| 10.           | Super Lonely Freak                                   | Rick James Alonzo Miller                                      |                                     | 4:27          |               |               |               |               |               |
| 11.           | Spellbound                                           | Susan Ballion Peter Edward Clarke John McGeoch Steven Severin |                                     | 3:27          |               |               |               |               |               |
| 12.           | Psycho Killer (Victoria De Angelis közreműködésével) | David Byrne Chris Frantz Tina Weymouth                        | Blair                               | 4:25          |               |               |               |               |               |
| 13.           | Confession in the Afterlife                          |                                                               |                                     | 4:33          |               |               |               |               |               |
| 50:00         |                                                      |                                                               |                                     |               |               |               |               |               |               |

| 1.  | Masque of the Pink Death                             | J. Taylor Rhodes R. Taylor Le Bon                        | 3:17 |
| 2.  | Nightboat                                            | Le Bon Rhodes R. Taylor J. Taylor A. Taylor              | 4:23 |
| 3.  | Black Moonlight (Nile Rodgers közreműködésével)      | Le Bon Rhodes R. Taylor J. Taylor Rodgers                | 3:06 |
| 4.  | Love Voudou                                          | Le Bon Rhodes J. Taylor Cuccurullo                       | 4:29 |
| 5.  | Bury a Friend                                        | Eilish O’Connell                                         | 3:04 |
| 6.  | Supernature                                          | Cerrone Wisniak Premilovich                              | 3:44 |
| 7.  | Evil Woman                                           | Jeff Lynne                                               | 3:50 |
| 8.  | Danse Macabre                                        | Le Bon Rhodes R. Taylor J. Taylor McIldowie              | 4:22 |
| 9.  | Secret Oktober 31st                                  | Le Bon Rhodes R. Taylor J. Taylor A. Taylor              | 4:22 |
| 10. | Ghost Town                                           | Dammers                                                  | 3:00 |
| 11. | Paint It Black                                       | Jagger Richards                                          | 2:38 |
| 12. | Super Lonely Freak                                   | Le Bon Rhodes R. Taylor J. Taylor A. Taylor James Miller | 4:27 |
| 13. | New Moon (Dark Phase)                                | Le Bon J. Taylor R. Taylor A. Taylor Rhodes              | 4:03 |
| 14. | Spellbound                                           | Ballion Clarke McGeoch Severin                           | 3:27 |
| 15. | Psycho Killer (Victoria De Angelis közreműködésével) | Byrne Frantz Weymouth                                    | 4:25 |
| 16. | Confession in the Afterlife                          | Le Bon Rhodes R. Taylor J. Taylor McIldowie              | 4:33 |

| 1. | Evil Woman                            | Lynne                                                     | 3:50 |
| 2. | New Moon (Dark Phase)                 | Le Bon J. Taylor R. Taylor A. Taylor Rhodes               | 4:03 |
| 3. | Spooky (hangszeres)                   | Mike Shapiro Harry Middlebrooks Jr. James Cobb Buddy Buie |      |
| 4. | The Visitor (hangszeres)              |                                                           |      |
| 5. | Instructions for a Séance             |                                                           |      |
| 6. | Masque of the Pink Death (hangszeres) | J. Taylor Rhodes R. Taylor Le Bon                         | 3:17 |
| 7. | Dialogues of the Dead (hangszeres)    |                                                           |      |

## Közreműködők
Duran Duran
- Simon Le Bon – ének, producer
- Nick Rhodes – billentyűk, producer
- John Taylor – basszusgitár, producer; gitár (6)
- Roger Taylor – dobok, producer

További zenészek
- Andy Taylor – gitár (1–2, 4–5, 7–12)[9]
- Anna Ross – háttérénekes
- Rachael O’Connor – háttérénekes
- Joshua Blair – ütőhangszerek (1–7, 9–12), vonós hangszerek (1, 3, 4, 7, 12, 13), gitár (4), zongora (9, 13), szintetizátor (10)
- Nile Rodgers – gitár (2, 5)[9]
- Nate Merchant – basszusgitár, dobprogramozás, programozás (3–12)
- Warren Cuccurullo – gitár (3, 6)[9]
- Alexandra AStama – háttérénekes (3)
- Mr Hudson – loopok (6), gitár (13)
- Simon Willescroft – szaxofon (8, 10)
- Johnny Thirkell – szárnykürt (8)
- Dominic Brown – gitár (12, 13)[10]
- Victoria De Angelis – basszusgitár (12)[9]

Utómunka
- Joshua Blair – producer, hangmérnök
- Nile Rodgers – producer (2)
- Mr Hudson – producer (6, 13)
- Bob Clearmountain – keverés
- John Webber – hangmérnök
- Andy Taylor – hangmérnök (1, 2, 5–12)
- Richard Woodcraft – hangmérnök (1, 12)
- Ed Farrell – hangmérnök (2, 3, 5–13)
- Billy Halliday – hangmérnök (3, 5, 7–12)
- John X. Volaitis – hangmérnök (3, 6)
- Russell Graham – hangmérnök (5)
- Phil Kemp – hangszertechnikus (1, 2, 5, 12, 13)
- Kevin Bell – hangszertechnikus (2, 5, 8–13)

## Slágerlista
| Slágerlista (2023)                            | Legmagasabb pozíció |
| --------------------------------------------- | ------------------- |
| Ausztria (Ö3 Austria Top 40)                  | 17                  |
| Belgium (Ultratop Flandria)                   | 22                  |
| Belgium (Ultratop Vallónia)                   | 8                   |
| Egyesült Királyság (UK Albums Chart)          | 4                   |
| Egyesült Királyság (UK Independent Albums)    | 2                   |
| Egyesült Királyság (Scottish Albums)          | 5                   |
| Finnország (Musiikkituottajat Albumit Top 50) | 34                  |
| Franciaország (SNEP Album Top 100)            | 88                  |
| Hollandia (Dutch Charts Album Top 100)        | 31                  |
| Japán (Oricon Digital Albums)                 | 42                  |
| Magyarország (Mahasz)                         | 24                  |
| Németország (Offizielle Top 100)              | 14                  |
| Olaszország (FIMI Album Top 20)               | 9                   |
| Portugália (AFP Top 30 Albums)                | 24                  |
| Spanyolország (PROMUSICAE Top 100 Álbumes)    | 56                  |
| Svájc (Schweizer Hitparade Top 100 Albums)    | 12                  |
| USA Billboard 200                             | 57                  |
| USA Top Album Sales (Billboard)               | 6                   |